# Джандемир, Адиль
Адиль Джандемир (тур. Adil Candemir, при рождении Адиль Гугож тур. Adil Guğoj; 1917, Амасья, Турция — 12 января 1989, Турция) — турецкий борец вольного и греко-римского стилей, серебряный призёр Олимпийских игр, бронзовый призёр чемпионата мира, чемпион Европы.

## Биография
Родился в 1917 (по его собственным словам, в 1913) году в семье эмигрантов-адыгов с побережья Кавказа. Был третьим из семи братьев. В детстве начал заниматься традиционной турецкой масляной борьбой в Хамамозю. В 1936 году уже входил в состав олимпийской сборной Турции, но по каким-то причинам не выступил на соревнованиях. Представлял Турцию на Олимпийских играх 1948 года, боролся в среднем (до 79 килограммов) весе по вольной борьбе и сумел завоевать серебряную медаль Олимпийских игр. 
См. таблицу турнира
В 1949 году стал чемпионом Европы в полутяжёлом весе. 
В 1950 году завоевал бронзовую медаль чемпионата мира по греко-римской борьбе. В 1951 году на чемпионате мира по вольной борьбе остался шестым.
В 1952 году перешёл на тренерскую работу. Среди его воспитанников — олимпийские чемпионы Махмут Аталай и Хамит Каплан. 
Умер в 1989 году. Именем борца названа школа в Амасье, где он учился.